# Handel Zagraniczny (miesięcznik)

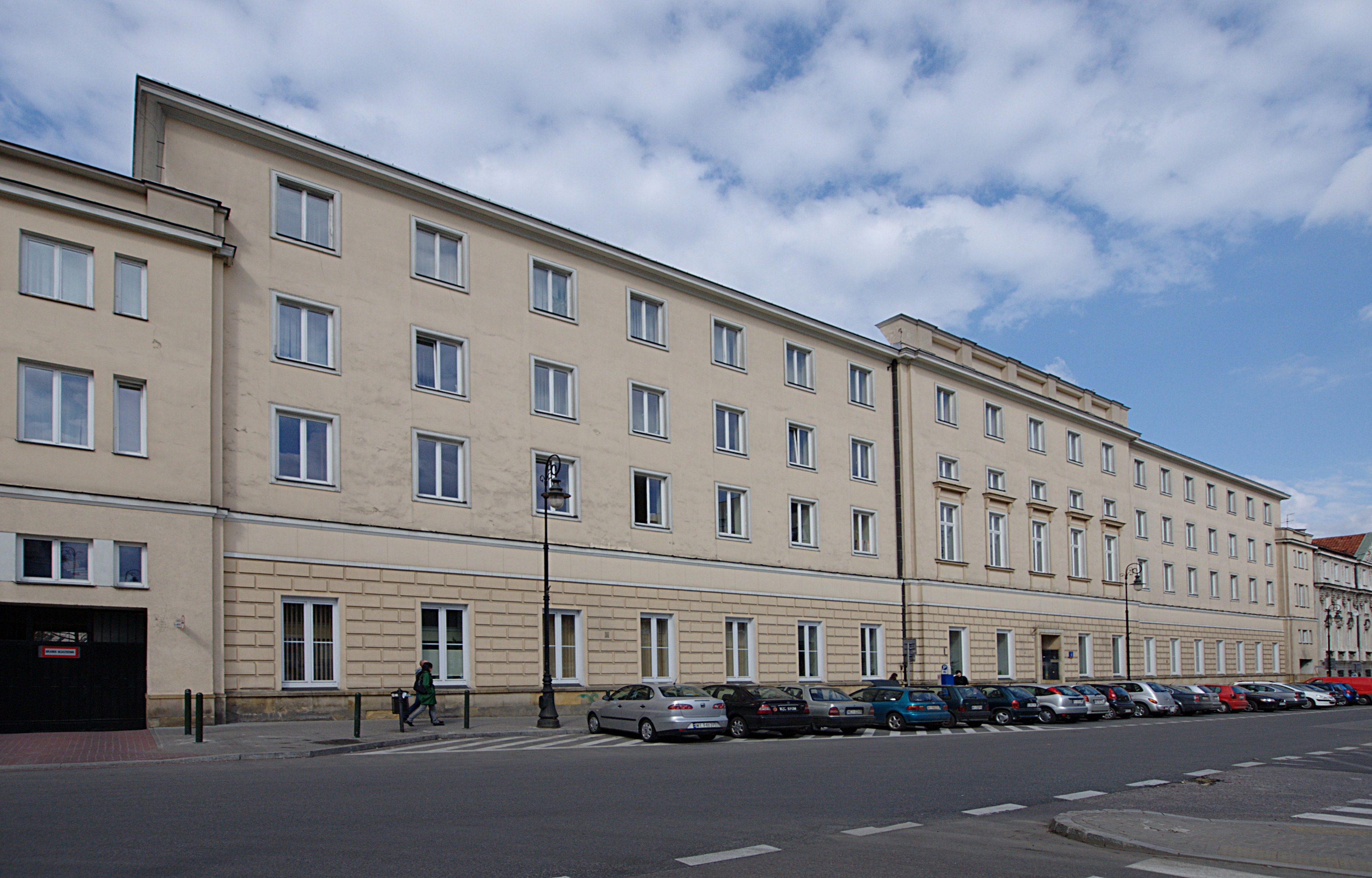
I siedziba redakcji Handel Zagraniczny w budynku Polskiej Izby Handlu Zagranicznego, obecna siedziba Krajowej Izby Gospodarczej

Handel Zagraniczny – branżowy miesięcznik wydawany w latach 1955–1995, początkowo przez Polską Izbę Handlu Zagranicznego, następnie przez Krajową Izbę Gospodarczą.
Czasopismo ukazywało się 12 razy w roku.

## Siedziba
Redakcja mieściła się w siedzibie PIHZ przy ul. Trębackiej 4, następnie w tzw. Żyletkowcu przy ul. Marszałkowskiej 82.